# Бююкбурч, Эрол
Эрол Бююкбурч (22 марта 1936 — 12 марта 2015) — турецкий певец, композитор и актёр. Государственный артист Турции.

## Биография
Родился в Адане. Получил начальное школьное образование в родном городе, завершил — в Стамбуле. Затем недолго изучал экономику в Стамбульском университете, но бросил его, выбрав карьеру музыканта. Окончил Стамбульскую муниципальную консерваторию.
С 1964 года снимался в музыкальных фильмах. В 2007 году вошёл в состав жюри песенного ТВ-шоу «Şarkı Söylemek Lazım» (тебе надо спеть).
12 марта 2015 года был найден мёртвым в своей квартире. Похоронен на кладбище Зинджирликую.

## Личная жизнь
Состоял в браке с Эмель Бююкбурч. В 2001 году она умерла от печёночной недостаточности. Их дочь, певица Ажлан Бююкбурч, в 1999 году погибла в результате ДТП.

### Музыкальная карьера
Музыкальная карьера началась в 1961 году, когда Бююкбурч записал англоязычную композицию «Little Lucy». Постепенно организовал собственную группу, выступал совместно с оркестром Шерифа Юзбашиоглу. В 1964 году вместе с Тюлай Герман и Танжу Оканом принял участие в первом балканском фестивале.
В 1975 году записал свой первый альбом, «Sevgi Çiçekleri» (Цветы любви), который сделал Эрола известным во всей Турции.